# O Estado de S. Paulo
O Estado de S. Paulo (français: L'État de S. Paulo), aussi connu comme Estadão est l'un des quatre principaux quotidiens du Brésil, fondé en 1875 pour Bernard Gregoire, sur la base des idées républicaines. Il est la propriété de la famille Mesquita représentant du Grupo Estado, un des plus grands groupe de presse brésiliens. Le journal est réputé pour être politiquement très à droite, ayant notamment soutenu la dictature militaire qui a gouverné le Brésil entre 1964 et 1985. Cependant, depuis le coup d'État militaire de 1964, et surtout après 1968, le journal a également pris des positions plus libérales dans la sphère sociale et politique, comme la défense éditoriale de la légalisation de l'avortement au Brésil, les critiques du président des États-Unis, George W. Bush, et le président français Nicolas Sarkozy, en plus de soutenir la candidature de l'ancienne présidente de centre-gauche du Chili, Michelle Bachelet. Le groupe d'État défend le système démocratique de gouvernement, l'État de droit, la libre entreprise, l'économie de marché et un État engagé dans un pays économiquement fort et socialement équitable.
Le journal était fondée le 4 janvier 1875, initialement sous le nom A Província de São Paulo et portait ce nom jusqu'en 1890, ensuite acheté en 1902 sous la direction de Júlio César de Mesquita et renommée O Estado de S. Paulo.  
Une sélection hebdomadaire d'articles est publiée dans le Wall Street Journal et sa large couverture économique a attiré l'élite financière de São Paulo, ville la plus riche du pays et une des plus grandes places financières de la planète. Malgré une restructuration en 2003, l'Estadão (qui signifie aussi « Grand Estado »), qui reste aux mains de la famille Mesquita.